# Старе Вронська
Старе Вронська (пол. Stare Wrońska) — село в Польщі, у гміні Залуський Плонського повіту Мазовецького воєводства.
Населення — 158 осіб (2011).
У 1975-1998 роках село належало до Цехановського воєводства.

## Демографія
Демографічна структура станом на 31 березня 2011 року:
|          | Загалом | Допрацездатний вік | Працездатний вік | Постпрацездатний вік |
| -------- | ------- | ------------------ | ---------------- | -------------------- |
| Чоловіки | 79      | 21                 | 49               | 9                    |
| Жінки    | 79      | 18                 | 46               | 15                   |
| Разом    | 158     | 39                 | 95               | 24                   |